# Mazda RX-01
Der Mazda RX-01 ist ein Konzeptfahrzeug, das Mazda 1995 auf der Tokyo Motor Show präsentierte. Der Wagen wurde z. T. als Antwort auf das durch die wirtschaftliche Lage bedingte Schrumpfen des Marktes für Supersportwagen geschaffen und sollte eine Zurück-zur-Einfachheit-Bewegung aufzeigen, die an die kleinen, einfachen und billigen Wagen, wie den ersten RX-7 erinnerte, die dennoch viel Fahrspaß bereiteten (Zu dieser Zeit hatte sich der RX-7 schon zu einem kompromisslosen Supersportwagen mit höchster Leistung, wenig Komfort und sehr hohem Preis entwickelt). 
Der RX-01 zeigte eine radikal gestaltete Fahrzeugfront mit einem beweglichen Frontstoßfänger, der durch seinen platzsparenden Wankelmotor möglich wurde und war als echter 2+2-Sportwagen konzipiert. Wichtiger war noch die erste öffentliche Präsentation der neuen Generation von Mazda-Wankelmotoren, dem Typ 13B-MSP. Dies ist ein Saugmotor, dessen Auspuffkrümmer nun im Seitengehäuse anstatt in der Umgebung des Rotorgehäuses liegen, was ein Überlappen von Ein- und Auslasszeiten verhindert. Das hat verschiedene Vorteile: höhere Leistung, besserer thermischer Wirkungsgrad, bessere Ausnutzung des Kraftstoffes und geringere Emissionen. Enthusiasten hofften, dass der RX-01 in Serienfertigung gehen und die nächste Generation von Mazda-Sportwagen darstellen würde (der RX-7 war in den USA Ende 1995 nicht mehr lieferbar), aber die Kunden wandten sich vom Sportwagen ab und den SUV zu und Mazdas finanzielle Situation damals erlaubte gerade noch die Realisierung des RX-01 als Konzeptfahrzeug. Der 13B-MSP-Motor allerdings wurde zur RENESIS-Maschine weiterentwickelt, die heute den RX-8 antreibt.